# Diggewadi (Old), Raybag
Diggewadi (Old) là một làng thuộc tehsil Raybag, huyện Belgaum, bang Karnataka, Ấn Độ.